# Gmelins amazilia
Gmelins amazilia (Chrysuronia leucogaster synoniem: Amazilia leucogaster) is een vogel uit de familie Trochilidae (kolibries). De vogel is genoemd naar de Duitse natuurwetenschapper Johann Friedrich Gmelin.

## Verspreiding en leefgebied
Deze soort komt voor in noordoostelijk en oostelijk Zuid-Amerika en telt twee ondersoorten:
- C. l. leucogaster: oostelijk Venezuela, de Guiana's en noordoostelijk Brazilië.
- C. l. bahiae: oostelijk Brazilië.